# Martin Flannery
Martin Henry Flannery (* 2. März 1918 in Hillsborough, Sheffield; † 16. Oktober 2006) war ein britischer Politiker und langjähriger Unterhausabgeordneter der Labour Party.

## Biografie
Flannery, dessen Eltern beide irischer Herkunft waren, begann nach dem Besuch der Sacred Heart School von Hillsborough und der De La Salle School in Sheffield ein Lehramtsstudium am Sheffield College of Education sowie am Sheffield Teacher’s Training College. Nach Abschluss des Studiums war er eine Weile als Lehrer tätig, ehe er zu Beginn des Zweiten Weltkrieges als Freiwilliger in die britische Armee eintrat, wo er Soldat im 1. Bataillon der Royal Scots war. 1942 war er zunächst in Indien und später in Burma, wo er 1945 verwundet und wurde daher im Range eines Warrant Officer aus dem Armeedienst entlassen.
Nach seiner Rückkehr nach England nahm er 1946 seine Tätigkeit als Lehrer an einer Grundschule (Primary School) in Sheffield wieder auf, wo er sich gegen die körperliche Bestrafung von Schülern einsetzte. In dieser Zeit trat er auch in die Communist Party of Great Britain ein, verließ diese aber nach der Niederschlagung des Ungarischen Volksaufstandes 1956 durch die Rote Armee und wurde zu einem starken Kritiker des Stalinismus. Später trat er zwar der Labour Party bei, vertrat aber auch dort extrem linke Meinungen. Zudem war er ein Vertreter des Antizionismus und zugleich Unterstützer der Palästinensischen Befreiungsorganisation (PLO). Wegen seiner irischen Abstammung trat er auch für die Ideen der Irischen Republik ein, lehnte aber Gewaltakte der IRA ab. Seine Frau blieb Mitglied der Kommunistischen Partei bis zu deren Selbstauflösung 1991.
1969 wurde er Rektor der Crookesmoor Junior School Sheffield und im Jahr darauf Mitglied der Nationalen Exekutive der Lehrergewerkschaft (National Union of Teachers), in dem er bis 1974 vorwiegend linksgerichtete Meinungen vertrat.
Bei den Wahlen am 28. Februar 1974 wurde er zum Mitglied des Unterhauses (House of Commons) gewählt, wo er bis 1992 den Wahlkreis von Sheffield Hillsborough vertrat. Zwischen 1980 und 1981 war er Vorsitzender der linksgerichteten Gruppe von Labour-Abgeordneten, der sogenannten „Tribune Group“. 1982 gehörte er zu den 32 Labour-Abgeordneten, die gegen den Falklandkrieg stimmten. Im darauf folgenden Jahr kandidierte er für den linken Flügel der Labour Party für das Amt des Parlamentarischen Geschäftsführers (Chief Whip) der Labour-Fraktion im Unterhaus, unterlag dabei aber Michael Cocks. Als Abgeordneter konnte er seinen Wahlkreis bei den Unterhauswahlen von 1983 und 1987 teilweise nur knapp gegen die starke Liberal Party behaupten. 1985 kam es darüber hinaus zu einer parteiinternen Gegenkandidatur des ebenfalls linksgerichteten Clive Betts.
Auch nach seinem Ausscheiden aus dem Unterhaus beteiligte er sich an politischen Debatten. Nach einem Besuch Nordirlands 1994 verteidigte er die Präsenz britischer Truppen zum Schutz der dort lebenden Katholiken vor Gewaltakten. Darüber hinaus war er Gegner der Europäischen Gemeinschaft, des von Tony Blair begründeten New Labour sowie der Kriege in Afghanistan und Irak.